# ジャスティン・ビーバー
ジャスティン・ドリュー・ビーバー（Justin Drew Bieber、1994年3月1日 - ）は、カナダのポップミュージシャン、俳優、シンガーソングライターである。身長175cm。妻はモデルのヘイリー・ボールドウィン。

## 略歴
YouTubeにおいて歌手活動を展開していたが、その活躍を（後にマネージャーとなる）スクーター・ブラウンに見出される。ブラウンはアトランタでR&B歌手アッシャーとの面会を仲立ちした。彼はその面談の後すぐにRBMG、アントニオ"L.A."リードがCEOを務めるアイランド・レコードとの契約を取り付けた。
2009年11月、7曲が収録されたデビューEP『My World』がリリースされ、アメリカでプラチナディスクに認定された。Billboard Hot 100においてデビューアルバムの7曲がチャートインしたのは、ジャスティン・ビーバーが初めてである。
2010年3月、スタジオ・アルバム『My World 2.0』がリリースされる。このアルバムは複数の国で初登場首位を獲得し、アメリカレコード協会ではプラチナディスクに認定された。デビューアルバムのリリースに引き続き、初めてのツアーであるMy World Tourを敢行した。また、リミックス・アルバム『My Worlds Acoustic』や『Never Say Never』をリリースし、自身の伝記映画となる「ジャスティン・ビーバー ネヴァー・セイ・ネヴァー」が公開された。
ジャスティン・ビーバーは世界的に支持されており、彼のファンは"Belieber（ビリーバー）"と呼ばれている。Twitterのフォロワーは1億人を超え、Instagramのフォロワーも2.4億人を超え、YouTubeのチャンネル登録者数も2024年5月現在、7200万人を超えている。2012年にフォーブス誌が発表した「世界で最もパワフルなセレブ」で3位に選ばれた。
2018年11月24日、新聞「Vanguard」はシングルとアルバムの売り上げが1億4000万枚を超え、史上最も売れたアーティストの一人であると記載している。
現地時間2024年8月23日夕方に第一子JACK BLUES BIEBER(ジャック・ブルース・ビーバー)の誕生を自身のSNSにて報告。

## 生い立ち
1994年3月1日、オンタリオ州ロンドンの聖ヨセフ病院で生まれ、オンタリオ州ストラトフォードで育った。父ジェレミー・ビーバーと母パティ・マレットの間に生まれた。パティが妊娠したのは17歳の時であった。パティはキリスト教カトリックの厳格な信徒であり、カトリックでは婚前性交渉や中絶は禁止であるためジェレミーとパティは結婚しなかったが、息子の私的生活や職業生活について同じ目標があり親交を持ち続けた。パティは、母ダイアンと継父ブルースの助けを借りて息子を育てた。2012年9月には、パティの回顧録「Nowhere but Up: The Story of Justin Bieber's Mom」が出版された。この本は彼女が若い時のことや、息子との音楽業界でのキャリアを追ったものである。「トゥデイ」でのインタビューでも語ったように、周囲の人々が妊娠中絶を勧めながらも彼女はそれを拒否したことについて書かれている。パティは、低賃金の事務で働きながら公営住宅に住み、シングルマザーとして息子を身一つで育てた。ジェレミーは、他の女性と再婚し二児をもうけたが、今でもジャスティンと連絡を取り合っている。  
曾祖父は伝統的なキリスト教プロテスタント家系の厳格な信徒のドイツ人であり、父はイギリス人とアイルランド人の血統を受け継いでいる。また母はフランス系カナダ人（ケベック人）である。彼自身もストラトフォードのフレンチイマージョンを実施する小学校であるJeanne Sauvé Catholic Schoolに通った。過去に、自分にはインディアンの血が流れていると発言したことがある。
ホッケー、サッカー、チェスに興味を持つ一方、クリスチャンの厳格な家族や周囲の人には音楽への憧れを明かさないでいた。成長すると独学で音楽理論、ピアノ、ドラム、ギター、トランペットを演奏するようになった。2007年の初め、12歳のときに地元ストラトフォードのコンテストでNe-Yoの「So Sick」を歌い2位を獲得した。パティは親族や友人に見せるためにYouTubeにその動画を投稿した。それからもさまざまなR&Bの歌をカバーした動画を投稿し続け、注目を集めていった。

## 経歴

### 2008年 - 2009年：初期のキャリア、My World
並外れた歌唱力を持つ歌手の動画を探し求めていた元So So Defマーケティング担当役員のスクーター・ブラウンは、ほんの偶然に2007年のビーバーの動画をクリックした。それに感動したブラウンはビーバーが歌っていた場所、学校を突き止め、ついにパティとの接触に成功した。しかしブラウンはユダヤ人であったため彼女はあまり気乗りせず、「神様、息子をあなたに捧げます。だから、クリスチャンの人を、クリスチャンのレーベルの人を、遣わしてください！...ユダヤ人にジャスティンを預けることなど、お望みではないでしょう？」と祈った。しかし、教会の長老たちとの祈りのあとに彼らからの激励を受け入れ、デモテープを作成するためにアトランタへ飛ぶことを許可した。そのときビーバーは13歳であった。到着してから1週間後には、R&Bシンガーソングライターのアッシャーに歌を披露した。
ビーバーはすぐにアッシャーとブラウンの合弁会社RBMGと契約を結んだ。ジャスティン・ティンバーレイクもまたビーバーとの契約を希望したが、アッシャーとの契約争奪戦に負けてしまったと伝えられた。アッシャーがレーベルを探すことにおいてマネージャーのクリス・ヒックスに援助を求めたところ、ヒックスはアイランド・デフ・ジャム・ミュージック・グループの会長アントニオ"L.A."リードにオーディションを行うようにコンタクトをとってくれた。2008年10月、リードはビーバーと契約を結び（これがRBMGとアイランド・レコードの合弁事業を生むこととなる）、ヒックスをビーバーのレーベルにおいての仕事を管理するデフ・ジャム・レコードの副社長に任命した。その時点でビーバーとパティはアトランタに仮住まいし、レコーディングやブラウンからの助言を受けるためにアッシャーやブラウンの家に行った。ブラウンはビーバーのマネージャーとなった。
ビーバーのファーストシングル「One Time」は、まだ彼がデビューアルバムをレコーディングしている最中にリリースされた。この曲は2009年7月に発売初週でCanadian Hot 100で12位を獲得し、Billboard Hot 100においては最高17位を獲得した。2009年秋には世界市場で成功を収めた。またこの曲はカナダとアメリカでプラチナディスクに、オーストラリアとニュージーランドでゴールドディスクに認定された。2009年11月17日、ファーストEP『My World』がリリースされた。セカンドシングル「One Less Lonely Girl」とプロモシングル「Love Me」、「Favorite Girl」がiTunes Storeでリリースされ、Billboard Hot 100で40位以上を記録した。
その後も「One Less Lonely Girl」がラジオで流され、カナダとアメリカでは最高15位を獲得し、後にゴールドディスクに認定された。そしてついに『My World』がアメリカでプラチナディスクに、カナダとイギリスでダブルプラチナディスクに認定された。アルバムのプロモーションのためmtvUのVMA 09 Tour、ドイツのテレビ番組「The Dome」、YTVの「The Next Star」、「トゥデイ」、「The Wendy Williams Show」、「Lopez Tonight」、「エレンの部屋」、「It's On with Alexa Chung」、「グッド・モーニング・アメリカ」、「Chelsea Lately」、BETの「106 & Park」に出演し数多くのライヴを行った。「106 & Park」では歌手のリアーナと共演を果たした。2009年後期には、シットコム「True Jackson, VP」にゲスト出演した。
「Christmas in Washington」の収録のため、ビーバーはホワイトハウスで米大統領バラク・オバマとファーストレディミシェル・オバマにスティービー・ワンダーの「Someday at Christmas」を歌った。これは2009年12月20日にTNTで放送された。また、2009年12月31日に「Dick Clark's New Year's Rockin' Eve with Ryan Seacrest」に出演した。2010年1月31日、ビーバーは第52回グラミー賞のプレゼンターを務め、またハイチ地震による被災者支援のために、25周年となった「We Are The World」のリメイクのレコーディングに参加した。ビーバーはオリジナルではライオネル・リッチーが歌った歌い出しを歌った。
2010年3月12日、Young Artists For Haitiとして知られているカナダのアーティストたちがK'Naanの「Wavin' Flag」をリメイクした。ビーバーも参加し、歌い終わりを歌った。

### 2010年 - 2011年：My World 2.0、Never Say Never、Under the Mistletoe
2010年1月、リュダクリスをフィーチャーしたデビューアルバム『My World 2.0』のリードシングル「Baby」がリリースされ、世界中で大ヒットした。Billboard Hot 100では5位を獲得し、いくつかの国で10位以上を記録した。また、プロモシングル「Never Let You Go」、「U Smile」は30位以上を記録し、カナダでは20位以上を記録した。レビュー集約サイトMetacriticによるこのアルバムの評価は、「Generally favorable reviews」であった。Billboard 200では初登場首位を獲得し、スティービー・ワンダーが1963年に13歳で1位を獲得して以来、同チャートで1位を獲得した2番目に若い男性ソロシンガーとなった。また、このアルバムはCanadian Albums Chart、Irish Albums Chart、ARIAチャート、New Zealand Albums Chartで初登場首位を獲得し、その他に15ヶ国で10位以上を記録した。

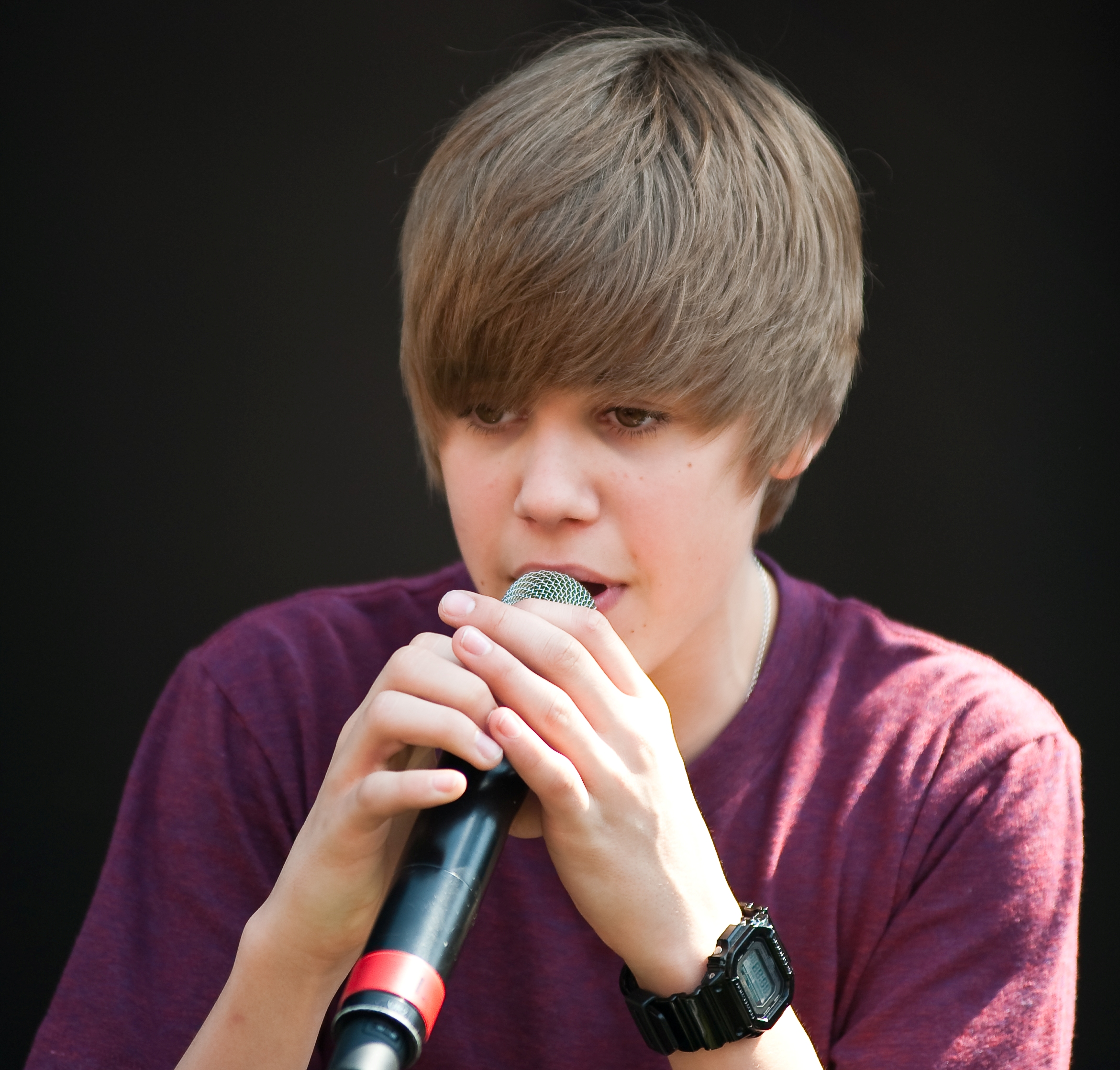
デビュー当時の象徴的なモップヘアーのジャスティン（2010年）

アルバムのプロモーションのため、ビーバーは「ザ・ビュー」、第23回キッズ・チョイス・アワード、「ナイトライン」、「レイト・ショー・ウィズ・デイヴィッド・レターマン」、「The Dome」、「106 & Park」を含む生放送番組に出演した。ビーバーはシングル「Eenie Meenie」でショーン・キングストンとコラボレーションしデビューアルバムに収録された。この楽曲はイギリスとオーストラリアで10位以上を記録し、その他の国々で20位以上を記録した。2010年4月10日、ビーバーはサタデー・ナイト・ライブに音楽ゲストとして出演した。2010年7月4日には、ニューヨークで行われたMacy's Fourth of July Fireworks Spectacularでパフォーマンスをした。2010年4月、『My World 2.0』のセカンドシングル「Somebody to Love」がリリースされ、2010年6月23日にはメンターであるアッシャーをフィーチャーしたリミックスがリリースされた。ビーバーはアルバム『My World』、『My World 2.0』のプロモーションのため、コネチカット州のハートフォードでスタートされた初めての公式ツアーMy World Tourを行った。2010年7月、ビーバーは最もネット検索されたセレブであると発表された。同月ミュージックビデオ「Baby」がレディー・ガガのバッド・ロマンスの記録を破り最も再生された動画となったと同時に、最も低評価が多い動画となった。2012年11月までこの記録が破られることはなかった。2010年9月、ソーシャルネットワーキングサイトの社員によると、Twitter上でのトラフィックの3パーセントがビーバーへのツイートを占めていると報じられた。
2010年7月、ビーバーはニューヨークでセカンドアルバムのレコーディングを始めた。このとき変声期のためにファーストアルバムをレコーディングしたときよりも声が低くなっていた。2010年4月、ビーバーは「誰もが声変わりするものだよ。変声期は自然なもので、今は僕の声に必要な事をやってるし、世界で一番のヴォーカルコーチがついてるんだ。（中略）「Baby」で出してた高音のいくつかはもう出せない。生歌のときにはキーを下げなくちゃいけないんだ。」と語った。ビーバーは2010年9月23日に放送されたCBSの犯罪ドラマ「CSI:科学捜査班」のシーズンプレミアにゲスト出演し、「兄弟に関連した難しい決断を迫られる問題を抱えたティーンエイジャー」を演じた。また、彼の役は連続爆破事件を起こす問題児でもある。2011年2月17日に放送されたその後のエピソードでは、そのキャラクターが殺されてしまう。2010年9月12日、2010 MTV Video Music Awardsで「U Smile」、「Baby」、「Somebody to Love」のメドレーを披露し、少しだけドラムを演奏した。2010年10月、アコースティックアルバム『My Worlds Acoustic』をリリースすることを発表した。このアルバムはアメリカのブラックフライデーにリリースされ、前作のアルバムの楽曲のアコースティックバージョンと新曲の「Pray」が収録された。
2011年2月11日、青春映画「ステップ・アップ3」の監督ジョン・M・チュウによる3D上映の伝記映画「ジャスティン・ビーバー ネヴァー・セイ・ネヴァー」が公開された。3105の映画館での公開初日の推定興行収入は1240万ドルであった。この映画は1週間で3030万ドルの総収益を上げ、3100万ドルの総収益を上げたロマンティックコメディ「ウソツキは結婚のはじまり」とは僅差であった。また、音楽ドキュメンタリーとして歴代記録を保持していたマイリー・サイラスの2008年の3D映画「ハンナ・モンタナ ザ・コンサート 3D」が上げた総収益3110万ドルとほぼ一致して、映画産業においての期待を上回った。この映画の総合興行収入は世界中で98,441,954ドルであった。2011年2月14日にはセカンドリミックスアルバム「Never Say Never: The Remixes」がリリースされ、マイリー・サイラス、クリス・ブラウン、カニエ・ウェストなどをフィーチャーしたデビューアルバムの楽曲のリミックスが収録された。
2011年6月、フォーブス誌による「30歳未満で最も稼いでいるセレブ」のリストで2位に輝いた。彼はリスト上の9人の歌手のうちで最も若く、1年間で5300万ドルを稼いだ。2011年11月1日、セカンドスタジオアルバム『Under the Mistletoe』をリリースした。このアルバムはBillboard 200で初登場首位を獲得し、発売初週に21万枚を売り上げた。

### 2012年 - 2013年：Believe
2011年末、ビーバーはサードスタジオアルバム『Believe』のレコーディングを始めた。このアルバムに先駆け、ニューシングルが2012年3月にリリースされることを2012年2月22日にTwitterで発表した。翌週には「エレンの部屋」に出演し、ニューシングルの曲名が「Boyfriend」であること、またそれが2012年3月26日にリリースされることを発表した。この曲はMike Posnerと共に作られた。また、Billboard Hot 100では初登場2位を獲得。デジタル配信では累計521,000ダウンロードを達成し、発売初週で史上2番目に多いダウンロード数となった。ビルボードのBill Werdeは、ビーバーが初登場首位を獲得できなかったことについて、楽曲がiTunes Storeでしか入手できずApple Storeを利用しない者への購入手段を制限したからであると言及した。「Boyfriend」はビーバーにとって初めてCanadian Hot 100で首位を獲得した曲となり、そのまま1週間首位をキープした。

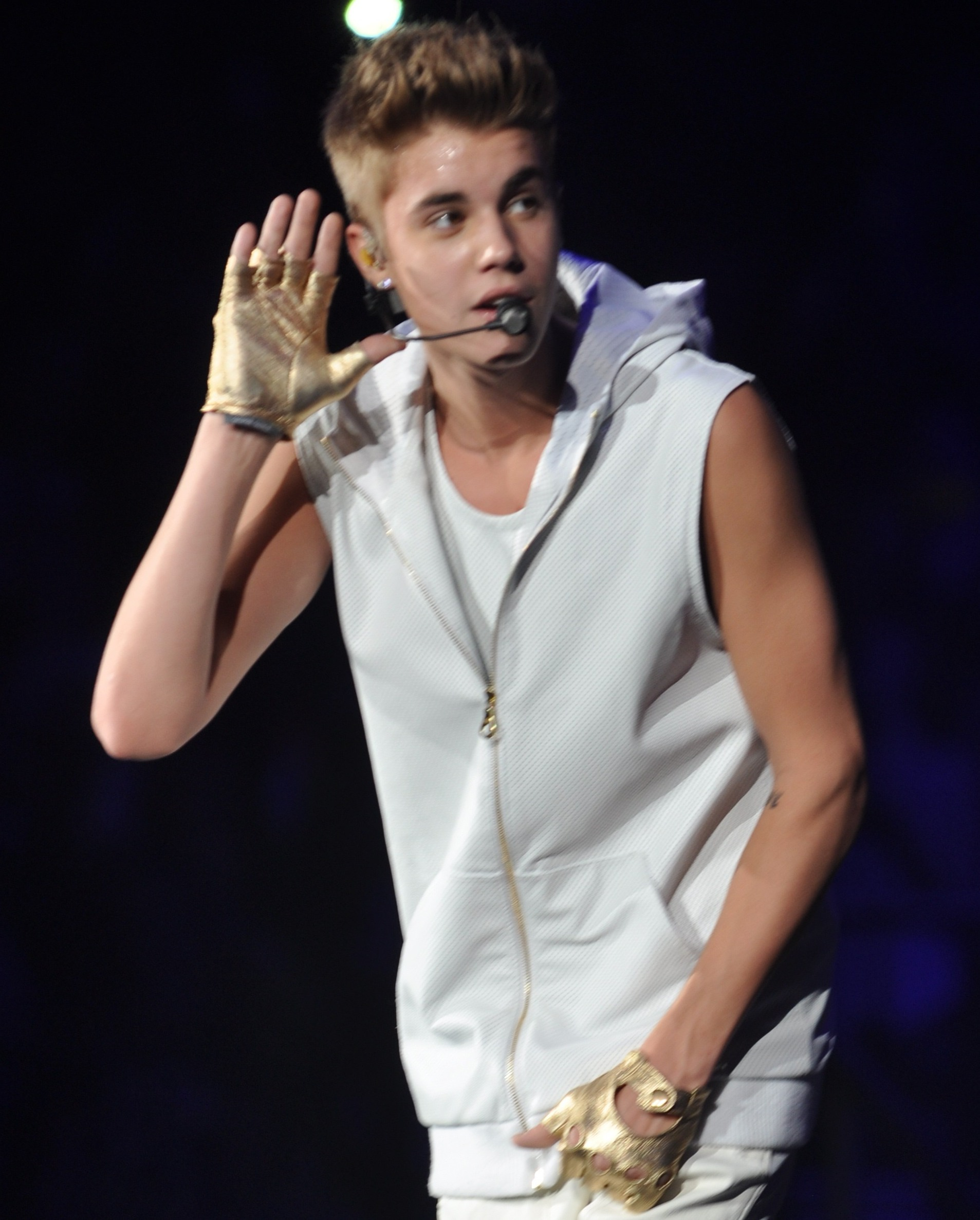
「Believe Tour」でのJB（2012年）

2012年6月19日、アイランド・レコードからサードスタジオアルバム「Believe」がリリースされた。このアルバムは前作のティーン・ポップからの逸脱を示し、ダンス・ポップとR&Bを取り入れたものである。より成熟したサウンドを磨き上げることを決心し、ビーバーは長年の共同制作者だけでなく、ロドニー・ジャーキンス、Hit-Boy、ディプロ、マックス・マーティンを含む幅広い都会派プロデューサーと共にアルバム制作を行った。エンターテインメント・ウィークリー誌はビーバーの進化を称賛し、このアルバムを「改革と復帰」と呼んだ。ローリング・ストーン誌はアルバムに基づき、より低い声と激しいビートについて言及したが、それは彼の見違えるほどの性成熟を婉曲に表現した皮肉であった。このアルバムはBillboard 200で初登場首位を獲得し、彼の4枚目の首位を獲得したアルバムとなった。また、カナダでは発売初週で57,000枚を売上げ、Canadian Albums Chartで首位を獲得した。
2012年9月、アルバムのプロモーションのためにアリゾナ州はグレンデールでBelieve Tourが始まった。2012年12月14日、ビーバーは「エレンの部屋」に出演し、アコースティックアルバム『Believe Acoustic』を発売予定であるということを発表し、2013年1月29日にリリースされた。彼はTwitterで、2013年のいつかにホスト、音楽ゲストとして「サタデー・ナイト・ライブ」に出演するであろうと述べ、2013年2月9日に出演した。2013年3月7日、ビーバーはO2アリーナでのコンサート中に呼吸困難に陥った後ステージ裏で卒倒し、病院へ運ばれた。ビーバーは、2013年3月12日にポルトガルはリスボンのアトランティコ・パビリオンで開催予定であった2日目のコンサートをチケット販売不振のためキャンセルした。1日目の11日の公演は予定通り開催された。2013年8月中旬、マイケル・ジャクソンの未発表曲「Slave the Rhythm」にビーバーのボーカルを加えた音源がネット上にリークされた。その後、ラッパーのリル・トゥイストがビーバーとマイリー・サイラスをフィーチャーした「Twerk」の音源もリークされた。

### 2013年 - 2014年：Music Mondays、Believe 3D、2枚目のコンピレーション・アルバム
2013年10月3日、クリスマスに公開される伝記映画「Believe 3D」に先駆け、「Music Mondays」と題し10週間にわたって毎週月曜日に2012年に書き留めた新曲をリリースする企画を行うことを発表した。2013年10月7日、Music Mondays第1弾となるシングル「Heartbreaker」がリリースされた。第2弾の「All That Matters」は10月14日、第3弾の「Hold Tight」は10月21日、第4弾の「Recovery」は10月28日、第5弾の「Bad Day」は11月4日、第6弾の「All Bad」は11月11日、第7弾の「PYD (feat. R. Kelly)」は11月18日、第8弾の「Roller Coaster」は11月25日、第9弾の「Change Me」は12月2日、Music Mondays最後となる第10弾シングル「Confident (feat. Chance The Rapper)」は、12月9日にリリースされた。「Believe 3D」の監督は「ジャスティン・ビーバー ネヴァー・セイ・ネヴァー」に続きジョン・M・チュウが担当した。2013年12月23日にはMusic Mondaysでリリースされた全てを含む楽曲に新たな5曲を追加したアルバム『Journals』をデジタルダウンロードのみで発売した。2014年11月にオーストラリアの歌手コーディ・シンプソンをフィーチャーした「Home to Mama」をリリースした。

### 2015年：Purpose

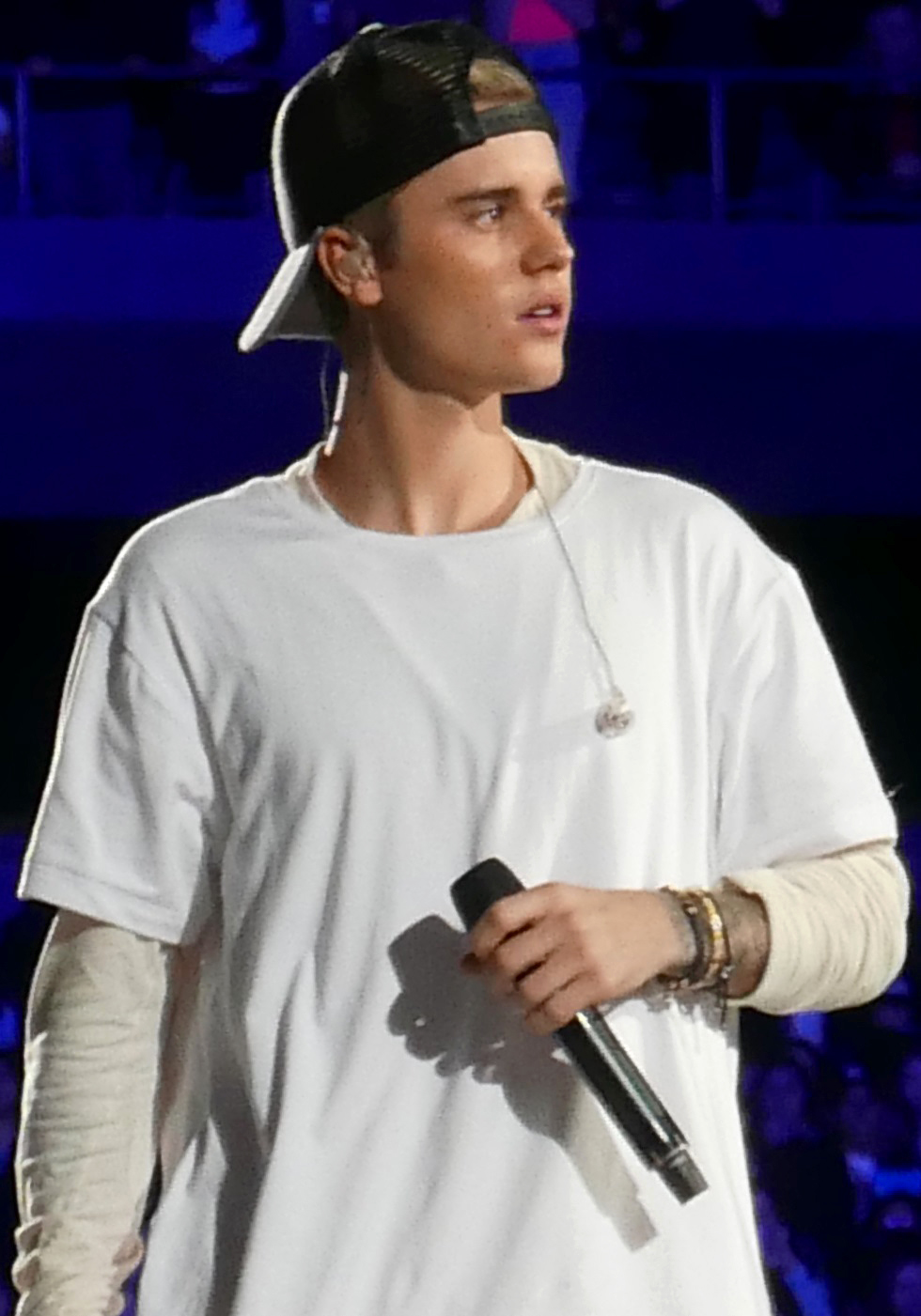
ジャスティン・ビーバー（2015）

2015年2月、ジャックÜと共に「Where Are Ü Now」をリリースした。 この曲は、第58回グラミー賞でベストダンスレコーディングを受賞し、自身初のグラミー賞受賞となった。 また2015年3月には、カーリー・レイジェプセンのシングル「I Really Like You」のミュージックビデオに出演した。
2015年8月28日に、4枚目のスタジオアルバム『Purpose』からの1stシングルとして「What Do You Mean ?」というタイトルの新しいシングルをリリースした。この曲はティーンポップ、エレクトロニックダンスミュージック、そしてアコースティックR&Bの融合で、Billboard Hot 100で自身初の1位を記録したシングルとなった。また、同チャートで初登場1位を記録した最年少の男性アーティストとなり、ギネス世界記録を獲得した。10月23日にはアルバムの2ndシングル「Sorry」をインスタントダウンロードとしてリリースし、Billboard Hot 100で初登場2位だった。 2016年1月23日付のチャートで1位に上がり、同チャートで1位になった2番目のシングルとなった。3rdシングル「Love Yourself」も米国で1位を記録し、ジャスティン・ティンバーレイクのアルバム「FutureSex / LoveSounds」（2006年/2007年）以来、アルバムから3曲で1位を手にした。2月12日には最初の4枚のアルバムが初めてレコードでリリースされた。
『Purpose』は2015年11月13日にリリースされ、Billboard Hot 200で初登場1位を記録し、そのチャートで初登場1位を記録した自身6番目のアルバムになった。このアルバムは2015年の4番目に売れたアルバムで、全世界の売上は310万枚だった。2017年6月時点で全米で450万枚以上、世界では1,300万枚以上のセールスを記録している。その他にも様々な記録を残し、ギネス世界記録で8タイトル獲得した。グラミー賞の「ベストダンスレコーディング」を受賞。2015年11月11日に「Purpose World Tour」発表した。ツアーは、2016年3月9日にワシントン州シアトルで開始されたが、2017年7月24日に「不測の事情」によりツアーの残りの日程をキャンセルした。その後、自身のインスタグラムで精神的な問題が原因だと述べている。

### 2016年 - 2019年：Despacito、I Don't Care、bad guyなどの様々なコラボレーション
2016年・2017年は多くのアーティストとコラボレーションして曲を出した。2016年7月22日にメジャー・レイザーとMØと共に「Cold Water」をリリースした。この曲はBillboard Hot 100で初登場2位を記録した。8月にはDJ Snakeと「Let Me Love You」をリリースした。この曲はBillboard Hot 100で4位に達した。9月にはポスト・マローンと彼のデビューアルバム『Stoney』からの第4弾シングルとして「Deja Vu」をリリースした。2017年1月には、グラミーへの不信感から4部門にノミネートされていた第59回グラミー賞を欠席した。4月16日、ルイス・フォンシとダディー・ヤンキーは、ビーバーをフィーチャーした彼らの曲「Despacito」のリミックスをリリースした。この曲はビーバーがスペイン語で歌う初めての曲だった。 このリミックスはオリジナル版をBillboard Hot 100のトップ10にまで押し上げ、1996年の「恋のマカレナ」以来のほとんどスペイン語の曲でBillboard Hot 100のトップ10を獲得した曲となった。7月18には全てのストリーミングサービスで計460億再生回数を記録し、史上最多の再生回数になった。その他にも様々な記録を打ち立てた。
2017年4月28日にリリースされたDJキャレドのシングル「I'm the One」に、クエヴォ、チャンス・ザ・ラッパー、リル・ウェインと共に参加した。この曲はBillboard Hot 100で1位になった。翌週には「Despacito」が1位になり、異なる楽曲で全米シングルチャート1位を2週連続で獲得した全米ビルボード史上初のアーティストとなった。6月9日、デヴィッド・ゲッタとシングル「2U」をリリースした。8月17日にはブラッドポップとシングル「Friends」をリリースした。2018年1月には次のアルバムが完成するまで公の場には姿を現さないとして、3部門でノミネートされていた第60回グラミー賞に出席しなかった。7月にリリースされたDJキャレドのシングル「No Brainer」に、クエヴォ、チャンス・ザ・ラッパーと共に参加した。
11月24日、新聞「Vanguard」より既婚であると報じられた。
2019年2月27日にはデビュー10周年企画として日本独自企画としてベスト盤「ザ・ベスト」が発売。
3月16日に自身の精神的な健康や妻・ヘイリーとの結婚生活を優先するため、音楽活動の休止を自身のインスタグラムで発表した。復帰時期は未定だが、メッセージの後半で「可能な限り早く、最高のアルバムとともに戻ってくる」と述べている。
4月21日に行われたコーチェラ・フェスティバルのアリアナ・グランデのステージにゲスト出演し、「Sorry」を披露した。
5月10日、エド・シーランとのコラボ・シングル「I Don't Care」がリリースされた。以前にもエド・シーランが作詞した曲をジャスティンがリリースしたことはあったが、正式なコラボレーションは初めてのことだった。この曲は様々なストリーミングサービスで、多くの地域で1位を獲得し、Spotifyでは1日での最多ストリーミング数の新記録を樹立した。7月11日にはビリー・アイリッシュにフィーチャーされた「bad guy」がリリースされた。

### 2020年：Changes
2019年12月24日に自身の公式YouTubeの動画にて、2020年に4年ぶりとなる単独作品のアルバムとシングルをリリースすることを発表。
2020年1月3日に新作アルバムからのニュー・シングル「Yummy」の1月3日リリース、全米ツアー、そしてYouTube Originalsにおけるドキュメンタリー・シリーズの発表を行う。2月14日に5番目のスタジオアルバム『Changes』をリリースし、Billboard 200で初登場1位を記録した。
5月8日にはアリアナ・グランデと共作で「Stuck with U」をリリースした。9月18日にはチャンス・ザ・ラッパーとのコラボで「Holy」を、10月15日にはベニー・ブランコとの「Lonely」をリリースし、これらは新作アルバムからの発表となった。11月20日にはショーン・メンデスと、彼のアルバムに含まれる「Monster」をリリース。

### 2021年：Justice
2021年2月26日に6枚目のアルバム『Justice』が3月19日に発売された。同アルバムからリリースされたシングルの「Peaches」はBillboard Hot 100にて自身通算7曲目となる首位を獲得した。またアルバムはBillboard 200で8作目の初登場1位を記録し、シングル、アルバムの両チャートで1位を記録した。Hot 100とBillboard 200でそれぞれ同時に初登場1位を獲得したのは、昨年2回達成したテイラー・スウィフトと、BTSに続く歴代3組目の快挙で、男性ソロ・アーティストとしては初となった。
アルバム『Justice』を制作する中で、「愛する妻のおかげで心安らかに生きることができている。神との関係は最高。だから愛にあふれていて、それをみんなと分かち合いたい」。と述べている。
2023年、2021年末までの音楽著作権を2億ドルでヒプノシス・ソング・マネジメントに売却した。この頃には深刻な破産状態に陥っており、これが売却の理由でもあった。
2024年から2025年にかけての度重なる奇行から薬物使用疑惑が持ち上がるが、代理人が否定した。

### 2025年：SWAG
2025年7月11日早朝に突如、アメリカのニューヨーク、ロサンゼルス、アトランタ、アイスランドのレイキャヴィークなどの世界中の都市にアルバムのジャケット写真とそのトラックリストを掲載したサイネージが登場。ジャケット写真と共に、妻でモデルのヘイリー・ビーバーと、昨年ヘイリーとの間に生まれた第1子、ジャック＝ブルースとの家族写真も並べられた。そしてその後、7枚目のアルバム『SWAG』が全曲配信された。

## スタイル、イメージ、ファン
ニューヨーク・タイムズ誌のJan Hoffmanによると、ビーバーの魅力の一部は自身のYouTubeチャンネルによるものであるという。11月中旬にEP『My World』をリリースするずっと前から、YouTubeに投稿した動画は何百万人もの視聴者を引きつけた。ブラウンはその魅力を認めている。アトランタへ飛ぶ前、スクーター・ブラウンは"まずは彼をもっとYouTubeで有名"にしたいと思っており、そのチャンネルにもっとホームビデオを投稿するようにビーバーに言った。「俺はこう言ったんだ。「ジャスティン、部屋には誰もいないかのように歌ってくれ。でも高価なカメラは使わないでおこう。」ってね。子どもたちにそれを見てもらって、仕事をしてもらう、そうすればジャスティンは自分たちのものだって感じるのさ」と振り返った。ビーバーは今もそのチャンネルに動画を投稿し続けている。また、Twitterを始め、定期的にファンとの交流を図っており、2010年11月には600万人のフォロワーがいると伝えられた。それから一貫して一日あたり約24000人のフォロワーを得ている。また、このアカウントは市場においても成功している。例としては、「One Time」のミュージックビデオがYouTubeに投稿されてから急速に売上が伸びたことがあげられる。

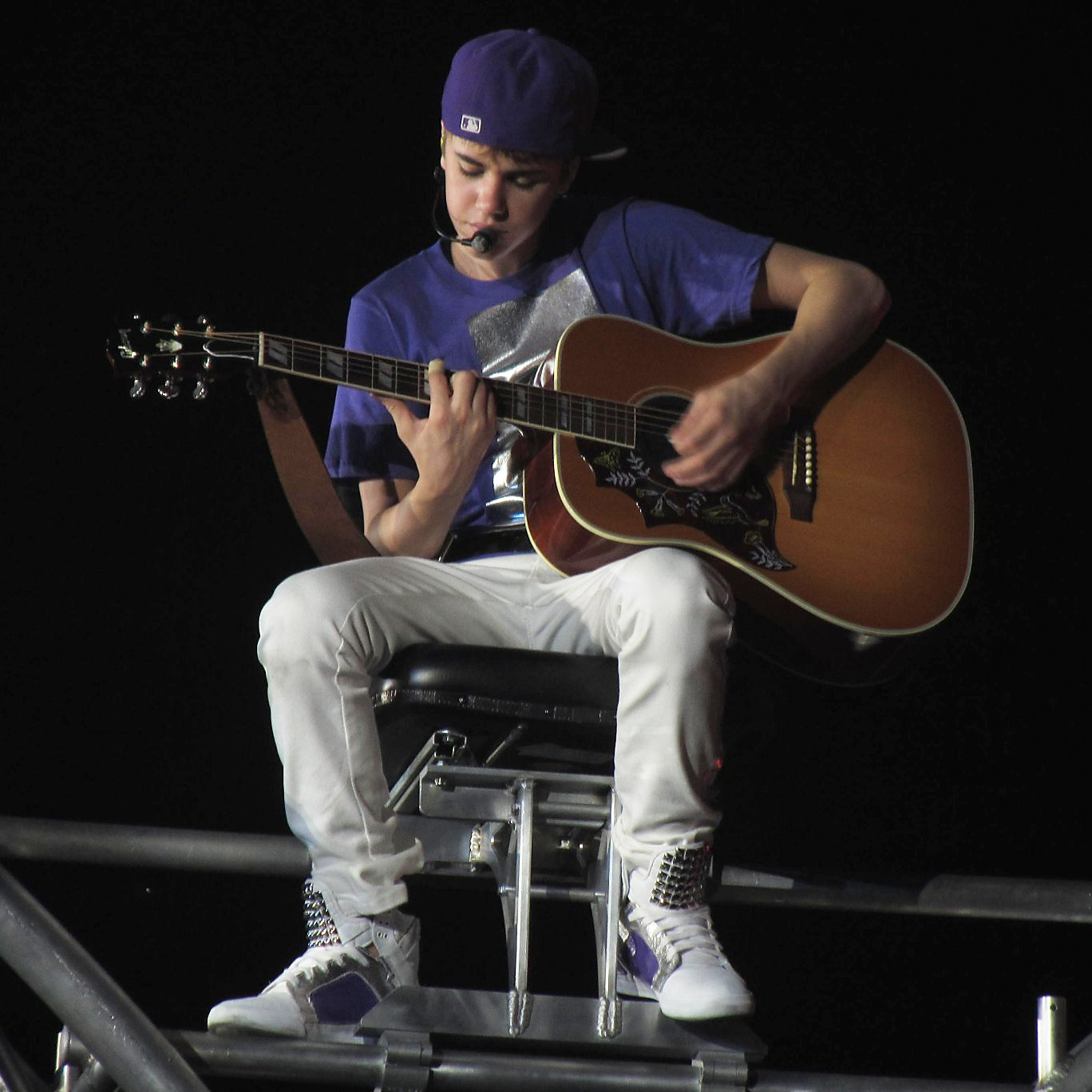
2011年4月 スイスのチューリッヒで「Favorite Girl」をパフォーマンス中のビーバー

ビーバーはアッシャーと同じ14歳のときに契約したが、アッシャーは「俺は成功力を高めるチャンスを得られた。これが突然にビーバーにも起こったってわけなんだ。」とコメントしている。ビーバーは常にアッシャーやブラウン、ビーバーのボディーガードであるケニーといった大人たちに囲まれており、名声やパブリックイメージの扱い方の指導を受けている。ビーバーとの契約後、アッシャーは元アシスタントの一人であるライアン・グッドをビーバーの地方公演マネージャーかつスタイリストに任命した。ビーバーの「swagger coach（スタイルの師匠）」と愛称をつけられたグッドは、ビーバーのために野球帽とトレーナーとドッグタグと派手なスニーカーを合わせたスタイル「streetwise look（世慣れたルック）」を創りだした。ロサンゼルス・タイムズ誌のAmy Kaufmanは「ビーバーはオンタリオ州ストラトフォード郊外で中流階級の家庭の元育ったが、服装や話し方（「Wassup man, how you doin'?（おっす、元気？）」や「It's like（って感じ）」、「you know（えっと）」、「whateva'（whateverのスラング）」）からお気に入りのラッパーの真似をしているのがわかる。」とコメントしている。
ビーバーはしばしばTiger Beat誌などのティーン誌に取り上げられ、「ティーンのアイドル」と言われている。ニューヨーク、アムステルダム、ロンドンのマダム・タッソー館ではビーバーの蝋人形が展示された。2010年に髪型を変えたことにより、ビーバーのグッズを変更しなければならない事態となった。あるメーカーは、2011年のクリスマスシーズン用の人形の髪型を変えるのに10万ドルの出費に見舞われたため、「今までで最も高価なミュージシャンのヘアカット」となった。その他ビーバーになりたいという願望からビーバー顔美容整形をする男性まで現れるほどの人気ぶり。
左利きで主にギターも左で弾く。また、ジャスティンは小柄で実年齢よりも若く見えること、声の高さ(女の子のように声が高いことから)、ティーン・ポップ、イメージ、頻繁にメディアで取り上げられることを非難され続けてきた。彼はたびたびブログや掲示板で批判の的とされており、そのほとんどがYouTubeや4chanの利用者によるものである。デイリー・テレグラフ紙のNick Collinsは「ビーバーの評判もまた特にネット批評家を不愉快な気分にさせているようだ。彼の若々しい容貌、ティーン・ポップの歌、若い10代の女の子たちのアイドルであること、スピーチの態度はたくさんの注目を浴びている。」と考えている。
ビーバーの中性的な外見も頻繁にメディアに取り上げられており、2011年には中性的な人物についてを扱ったLOVE誌の表紙を飾った。
ファン層のいくつかは「Belieber（ビリーバー）」として知られており、2010年の流行語になった。初期のビーバーのファン層はYouTubeで増え、ファーストアルバムの発売を早めた。ビーバーの人気はインターネットの結果である。というのも、大きなファンのコミュニティがファンとのコミュニケーションをはかるために積極的にインターネットを利用し続けたからである。ビーバーのマネジメントチームはファンを動員し、ビーバーと関係のある行動を起こすように調整しようと努力をしている。

## 私生活
敬虔なキリスト教徒であり、母パティと同じカトリック信者で洗礼名は聖アンデレからドリュー（アンドリュー）。イエスとのつながりや彼と対話できるということを信じており、「僕がここにいるのも彼がいるからこそ。」と述べた 。
2012年9月、ビーバーはアリゾナ州でのコンサート中にステージで嘔吐した。この出来事はビデオで撮影され、インターネットを中心に急速に広まった。彼はこの出来事が起こったのは牛乳を飲んだせいだとし「牛乳なんて飲むんじゃなかった！」とTwitterで述べた。メンターのアッシャーはビーバーの健康のために、アッシャーが行っているヴィーガンダイエットをするように促した。彼はツアー中の若いアーティスト達にはもっと体力を持っていてほしいと述べた。
2011年2月、ビーバーはローリング・ストーン誌で意見を述べた。禁欲について質問されると、「もし相手を愛してないならセックスはすべきじゃないと思う。」と答えた。また、人工妊娠中絶を「よくない」と思っており、「赤ちゃんを殺すようなもの」であると述べた。性的指向については「みんな自身の決定」だと述べた。ビーバーはSuicide among LGBT youth（LGBTの若年層における自殺）を予防することを目指すIt Gets Better Projectに寄付した。
アメリカ合衆国の市民権を取得することには興味がないと言っており、アメリカ合衆国の医療制度を批判した。カナダを「世界でいちばん素晴らしい国」として賞賛し、見習うべき例として自国の医療制度を挙げた。
どの公演前にもイスラエルよ、聞けや他のユダヤのお祈りを言っている。
2013年3月、ミュンヘン空港でペットのオマキザルを没収されたが、4週間の引き取り期間内に迎えに行かなかったため、ドイツの国家所有物とされている。
2013年8月30日、トロントのナイトクラブで男性がビーバーに向かって突進し、絞め技の状態にした。そのクラブの用心棒はビーバーが意識を失う前に介入し、男を引き離して床に投げ倒した。さらに続けて男が床で横になっている間、ビーバーが何回か男の肋骨や頭を蹴った。セキュリティは彼が殺されてしまうのではないかと恐れ、怒り心頭のビーバーを男から引き離さなければならなかった。2014年1月14日、ロサンゼルスの自宅から違法薬物が見つかり、ビーバーの知人を逮捕したことを明らかにした。（なお、ビーバーらは隣家に卵を投げ込む騒ぎを9日に起こし、通報を受けた警察が家宅捜索を行っていた際に薬物が見つかった。）
2017年7月に協会から車で出る際、入り口付近で待ち構えていたパパラッチの1人を轢く事故を起こした。事故発生後、ビーバーはすぐに片側に寄せ、パパラッチに駆け寄り、警察が到着するまでその場所に待機した。取り調べ後に警察は刑罰を科さず、カメラのフラッシュによりビーバーの視界が奪われたことやパパラッチが近づきすぎてきたことなどから事故と片付けていた。しかし、2019年4月にそのパパラッチから訴訟を起こされた。
2022年6月にビーバーはラムゼイハント症候群を発症したとして休養することをインスタグラムで発表した。その約二か月後、症状が回復したため、ステージ上に復帰した。
13歳という若さで一躍ブレイクし、最初は突然手に入れた名声に酔いしれていた時期もあるものの、エンタメ業界の裏側を目の当たりにし、周囲の人や自分自身ですら信じることができなくなり、辛い気持ちから逃れるために、抗不安薬である"ザナックス"などに依存し、手当たり次第に女性たちと一夜を共にしていた時期もあったとビーバーは告白している。そんな生活から脱却しようと誓い、リハビリ施設での治療やプロからの手助け無しに、自力で薬物依存を克服。同時に”禁欲生活”を送ることを心に決めた。禁欲生活突入から1年以上が経った頃に妻・ヘイリーと再会し、やがて結婚したが、結婚まで禁欲生活は続いたという。

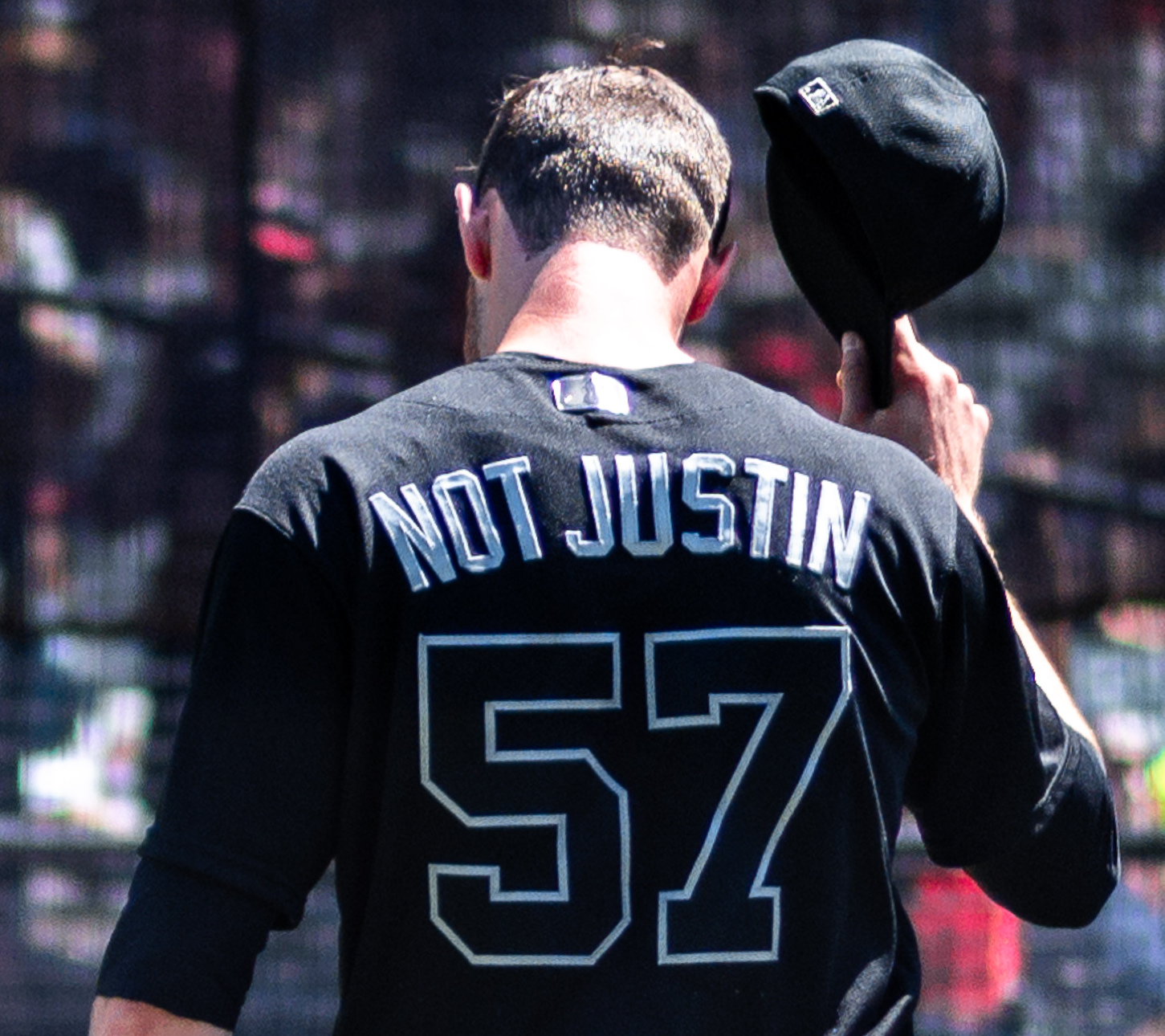
NOT JUSTINと書かれたユニフォームを着用するシェーン・ビーバー

プロ野球選手のシェーン・ビーバーが2019年8月に自分の公式選手カードの名前が「ジャスティン」と誤記されている写真をツイッターに投稿すると、ジャスティンが反応。「僕たちは特別な繋がりがあるみたいだね。」と返信した。さらに、カードの制作会社トップス社の公式アカウントもジャスティンの楽曲「ソーリー」の歌詞を引用し、「ごめんねっていうのはもう遅い？（Is it too late to say sorry?）」とユーモアたっぷりに謝罪をした。これを受けてシェーンがプレイヤーズ・ウィークエンドでの愛称を「NOT JUSTIN（ジャスティンじゃない方）」に設定する自虐ネタを披露。これに対し、ジャスティンも自身のSNSに投稿した動画で「NOT SHANE BIEBER（シェーン・ビーバーじゃない方）」と記された特製のインディアンスのユニフォーム姿を着用する粋な計らいを見せた。

### 交際関係
2010年12月、女優兼歌手のセレーナ・ゴメスとの交際をスタートさせた。2011年2月、ヴァニティ・フェア誌主催のオスカーパーティーにカップルで出席し、二人は関係を認めた形になった。2012年11月初め、ビーバーとゴメスは約2年の交際を経て破局に至ったと報道された。2人は同月の後に復縁するも、2013年1月に再び破局が報道された。その後、2018年3月ごろまで何度も復縁と破局の噂が立った。
2018年6月にモデルのヘイリー・ボールドウィンとの交際が噂され、7月には婚約したことが報じられた。7月7日にバハマでデートを楽しんでいた際、ジャスティンがヘイリーにプロポーズしたという。9月にニューヨークの裁判所で正式に結婚したが、ビーバーの精神的な問題もあり、結婚式は延期となった。約1年後の2019年9月30日、サウスカロライナ州のリゾートホテル「モンタージュ・パルメット・ブラフ」にあるサマーセット教会で挙式を行った。
2016年6月10日、親しい友人の1人でありジャスティンと同じくYouTubeから有名になった、歌手のクリスティーナ・グリミーがコンサート終了後に射殺された事件について、翌11日カナダのウィニペグで行なわれたコンサートにて、「Purpose」をステージ上で仰向けになって熱唱していた時に涙で声を詰まらせつつ「グリミー、僕の声が聞こえるかい？」と囁いた。またエド・シーランとも仲が良くともにカラオケにもいく。

## 不祥事と法的問題

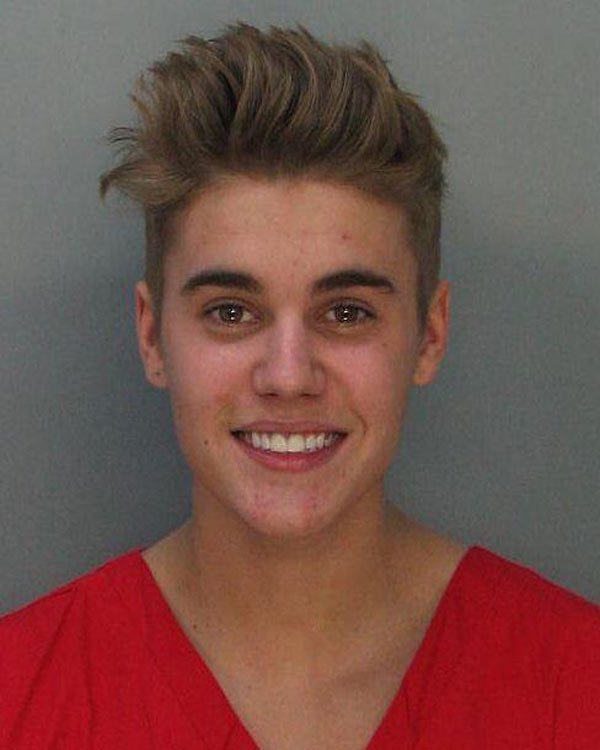
逮捕時のマグショット

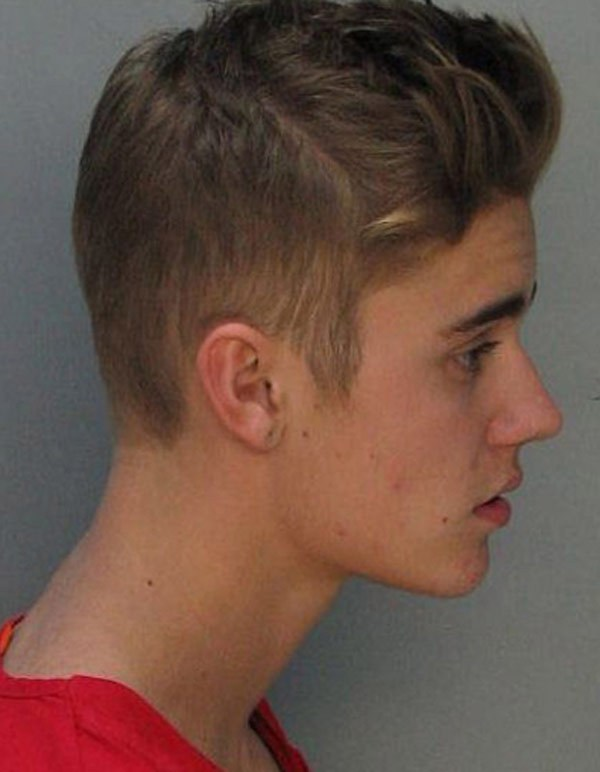
逮捕時のマグショット

2011年5月、自身の17歳の誕生日パーティ中にパパラッチに向かってファックサインを写真に撮られたが、後にTwitterで公に謝罪した。2011年11月と2012年11月にも同じジェスチャーをした写真を撮られた。2012年7月、サンフェルナンド・バレーの高速道路ベンチュラ・フリーウェイを走行していた際に、カリフォルニア・ハイウェイ・パトロールが車を路肩に寄せるよう命じた。伝えられるところによると、彼は時速65マイル（時速105キロ）で走る地区を時速100マイル（時速160キロ）で運転していた。ビーバーは追いかけてくるパパラッチから逃げようとしていたと主張した。しかし、2017年7月に協会から車で出る際に入り口付近で待ち構えていたパパラッチの1人を轢く事故を起こしたことで、ビーバーは追いかけてくるパパラッチから逃れることはなかった。ロサンゼルス市議会議員のデニス・ザインはこの出来事について「非常に危険で混沌とした状況」であったと述べ、ビーバーの運転は「不注意で無謀」なものであったとした。この出来事によりビーバーは違反切符を切られた。伝えられるところによると、一人のパパラッチが4つの微罪の容疑を受けたが、そのうち2つが後に取り下げられた。2013年1月1日、パパラッチのChris Guerraがビーバーの愛車を撮影しようと道路を横断したときに車にひかれ死亡した。このときビーバー自身は同乗していなかった。
2013年3月、ツアーのためドイツに入国する際にビーバーのペットであるオマキザルのマリーが税関に没収された。同年5月、マリーはドイツの所有物となり、動物園に引き取られた。
2013年11月、ビーバーは訪問先のアルゼンチン・ブエノスアイレスにて、自らのボディーガードに命じてカメラマンの携帯電話とカメラを奪ったとされる。アルゼンチンの裁判所は、2014年11月にビーバーに対して出頭命令を下したが、ビーバーはこれを無視した。アルゼンチンは、国際刑事警察機構に国際逮捕手配書の発行を要請した。しかし、2015年7月にビーバーの国際指名手配を解かれた。

## 資産
2011年5月、米経済誌フォーブス誌が毎年発表している世界のセレブ100人番付で17歳の若さにして3位で番付デビューを果たした。コンサートや映画「ジャスティン・ビーバー ネヴァー・セイ・ネヴァー」などを通して得た収入は5300万ドル（日本円で約42億2,000万円）で17歳での番付入りは最年少である。
2011年6月、フォーブス誌が「最も稼いでいる30歳未満のセレブ」を発表し、昨年の収入が5,300万ドル（日本円で約42億2,000万円）で2位にランクインした。さらにピープル誌が発表した「ハリウッドのリッチなティーン・リスト」では1位にランクインした。
2012年に、ロサンゼルス郊外のカラバサスに約650万ドルのアシエンダ（南米大農園主邸）風の豪邸を購入した。カラバサスには有名人の豪邸が多数あり、ジャスティンが購入した家はエディ・マーフィの元妻が住んでいた。その家は2014年にコートニー・カーダシアンに売却されている。その後はロサンゼルスではホテルや賃貸物件に滞在していたが、2019年にビバリーヒルズに850万ドルの豪邸を購入。5つの寝室と7つのバスルームがあり、バーやホームシアターも兼ね備えた1930年代モンテレイ・コロニアル調の物件で、ハリウッドのデザイナーによってリフォームされた。
2014年11月、フォーブス発表の30歳以下のセレブの年収でトップになった。
2020年代頃からは深刻な破産状態に陥っていることが各媒体によって報道されている。

## チャリティ活動
ジャスティンのチャームポイントでもあったモップヘアーを短く切った時の髪のごく一部がオークションで4万668ドル（約330万円）の値がつき、落札された。
エレン・デジェネレスが司会をする、アメリカのトーク番組「The Ellen DeGeneres Show」に出演したときに司会者にそれをプレゼントし、デジェネレスは、収益が児童虐待や動物虐待の被害者を支援する団体「The Gentle Barn Foundation」へ寄付され、さらに次回の番組出演時に本人に会えるという条件でeBayに出品した。
2011年5月18日、ワールド・ツアー（My World Tour）で来日中のジャスティンが、東京都内のアメリカ大使の公邸で東日本大震災で被災した子どもたちと交流をした。
さらに今回の来日公演の収益を被災者救済のために寄付することも約束。また、「僕もこれからはいいことしか起こらないと信じたいです。今回の震災で被害を受けた人に僕の祈りを届けたいです」とコメントした。

## ディスコグラフィ
- My World 2.0（2010）
- Under the Mistletoe（2011）
- Believe（2012）
- Purpose（2015）
- Changes（2020）
- Justice（2021）
- SWAG（2025）

## 世界ツアー
- Urban Behavior Tour（2009）
- My World Tour（2010–11）
- Believe Tour（2012–13）
- Purpose World Tour（2016–17）

### 来日公演
- Premium Showcase[190]

2010年4月12日 Duo Music Exchange
- MY WORLD JAPAN TOUR 2011[190][191]

2011年5月17日 ZEPP OSAKA、2011年5月19日 日本武道館
- JUSTIN BIEBER JAPAN TOUR[192][193]

2013年10月7日 さいたまスーパーアリーナ
- JUSTIN BIEBER PURPOSE WORLD TOUR

2016年8月13日・14日 幕張メッセ 国際展示場1-3ホール
2017年9月23日・24日 味の素スタジアム
- アーティスト側の都合により中止。

- JUSTIN BIEBER JUSTICE WORLD TOUR[201][202][203]

2022年11月9日 バンテリンドーム ナゴヤ、11月12日・13日(追加公演) 京セラドーム大阪、11月16日・17日 東京ドーム
- 当初2020年から始まる予定のツアーであったが、新型コロナウイルス感染症の流行により延期。その後2022年2月よりスタートしたが、9月6日にアーティストの健康を第一に考えた結果ツアーを中断。9月15日には、10月18日までの12公演の中止を発表。日本公演は2023年に延期される予定だったが、最終的に残りの全公演が全て中止となった。

## 出演作品

### 映画
- そんなキミに恋してる Behaving Badly（2014） - 囚人役
- ズーランダー NO.2 - 本人役

### ドラマ
- CSI:科学捜査班 - シーズン11 エピソード1 “Shock Waves” － ジェイソン・マッキャン役
- CSI:科学捜査班 - シーズン11 エピソード15 “Targets of Obsession” － ジェイソン・マッキャン役

### ドキュメンタリー映画
- ジャスティン・ビーバー ネヴァー・セイ・ネヴァー
- Justin Bieber's Believe
- justin bieber seasos

## 著作
- 自伝「Justin Bieber: First Step 2 Forever」